# Celebichneumon annulatus
Celebichneumon annulatus là một loài tò vò trong họ Ichneumonidae.